# De groene splinter
De groene splinter is het negenendertigste stripverhaal uit de reeks van Suske en Wiske. Het is geschreven door Willy Vandersteen en gepubliceerd in Kuifje van 4 juli 1956 tot en met 4 september 1957.  Het was het zevende verhaal in de blauwe reeks. 
De eerste albumuitgave was in 1957, op dat moment als onderdeel van de blauwe reeks, met volgnummer 6 (omdat Het Spaanse spook hier volgnummer 0 had gekregen). De groene splinter was tevens het laatste Suske en Wiske-verhaal dat als album nog in de oorspronkelijke blauwe reeks zou verschijnen. In 1971 verscheen het verhaal in ingekorte vorm opnieuw in de Vierkleurenreeks, met albumnummer 112. In 1997 verscheen de integrale versie alsnog opnieuw, nu in de reeks Suske en Wiske Klassiek.

## Personages
- Suske, Wiske, Lambik, kapitein Person, Northon en Muller (twee onbetrouwbare wetenschappers)[1], Lollo (Atanosaurus), Knoohk, Battelaks, Mhepjas, de stam der Doorslagers (dwergen), Thoraks en zijn mannen (reuzen)

## Uitvindingen
- de Stalen Mol 1 (S.T.M.I) en 2 (S.T.M.II)

## Het verhaal
Als Lambik een parachutesprong maakt, komt hij in een met prikkeldraad afgebakend gebied terecht. Hier ontdekt hij een laag beton onder het gras van een open plek in het bos. Suske en Wiske gaan naar hem toe. Lambik ziet twee vreemde mannen in het bos aankomen en ontdekt een periscoop. Even later zien de drie vrienden een vreemde zwarte vlek, die in een onderaardse ruimte verdwijnt. Ze gaan via een geheime trap naar de ruimte en treffen hier een bewusteloze man aan, die ze verzorgen. Dan zien ze een zwevende steen. Ze worden onder schot gehouden door de man, die weer bijgekomen is. Hij ziet hen aan voor handlangers van de afvalligen der "Blauwe Maskers" en neemt Suske en Wiske mee. Lambik wordt niet ontdekt en ziet even later hoe de vloer smelt in de kamer. De man haalt Lambik op. Suske en Wiske hebben de man intussen weten te overtuigen dat hij hen kan vertrouwen.
De man pakt de zwevende steen en geeft die aan Lambik. Dan komt een toestel uit de grond naar boven. De man redt Lambik van een kogel, maar de vrienden worden verslagen. De steen wordt in het toestel gebracht, die daarna de grond weer induikt. De vrienden verzorgen de gewonde man, die nu vertelt dat hij kapitein Person is. Tijdens de Tweede Wereldoorlog leidde hij een groep geleerden en ontdekte een gebied met voorhistorische plantengroei. Ze ontcijferden een rotstekening en ontdekten dat er een meteoor is ingeslagen, die bestond uit metaal dat lichter is dan lucht. Toen ze terugkwamen, bleek de oorlog afgelopen te zijn. De mannen namen ontslag en besloten tevens om het bestaan van het metaal geheim te houden. De geleerden bouwden de S.T.M.I waarmee ze onder de grond konden reizen om de meteoor in het geheim op te sporen. Maar twee van zijn medewerkers, Northon en Muller, gingen muiten en zijn nu zelf op zoek naar de meteoor. De zwevende steen bevat een splinter en zal rechtstreeks op de meteoor aanvliegen.
Kapitein Person laat de vrienden de S.T.M.II zien en legt de werking uit. Daarna vertrekken ze met het voertuig. Als Northon en Muller merken dat ze worden achtervolgd, plaatsen ze een mijn bij een dinosaurusei. Als even later de dinosaurus uit het ei komt, zorgt hij bij toeval ervoor dat de S.T.M.II niet op de mijn rijdt. Suske en Wiske herkennen het dier als een Atanosaurus en ze beseffen dat het hun leven heeft gered. Ze noemen hem Lollo. De vrienden nemen het dier mee en arriveren enkele dagen later in het voorhistorisch gebied. Lambik ontdekt de S.T.M.I en ziet dat de mannen vriendschap hebben gesloten met holbewoners. De holbewoners ontvoeren de vrienden en leggen ze stevig vastgebonden in een grot.  Ze krijgen een aansteker als beloning en de S.T.M.II verdwijnt in de grond. De holbewoners maken de aansteker algauw kapot en vertrekken, Lollo kan de vrienden redden van een grote dinosaurus. De holbewoners vallen de S.T.M.I aan en krijgen de zwevende steen in handen, maar de boeven kunnen dit ruilen tegen dynamiet.
Lambik kan de holbewoners redden voordat het dynamiet ontploft en ze sluiten vriendschap. Lollo krijgt de zwevende steen te pakken, maar vliegt ermee weg. Lambik kan Lollo bevrijden. De S.T.M.I achtervolgt de steen, maar ze worden gevangen door Thoraks en diens mannen. Ze beloven deze holbewoners de aansteker en zeggen dat de dwergen deze hebben gestolen. De reuzen verklaren de oorlog aan de dwergen en Lambik laat zich tot koning van de dwergen kronen. De vrienden besluiten lucifers naar de reuzen te brengen om zo de vrede te bewaren, maar Lambik bezeert zijn knie en de kinderen gaan alleen op pad. Ze worden gevangen door Northon en Muller, maar Lollo kan ontsnappen en bevrijdt de kinderen even later. Lollo heeft ook de lucifers gepakt en ze ontmoeten al snel de reuzen. Ze geven de lucifers, maar Thoraks brandt zich omdat hij het natuurlijk niet kent, ontsteekt in woede en wil de kinderen doden. Wiske waarschuwt de dwergen en ze beveiligen het dorp.
Suske en Wiske ontmoeten een schilder en ze laten hem een rotswand omtoveren tot een deur. Dit houdt de reuzen even op. De volgende dag vindt er een duel plaats tussen Thoraks en Lambik. Lambik wint en Thoraks wordt gevangengenomen. De reuzen trekken zich terug. Lollo vindt de zwevende steen, maar wordt neergeschoten door de boeven die er met de steen vandoor gaan. Thoraks kan ontsnappen uit het dorp en de volgende dag zien de vrienden dat Lollo gevangengenomen is door de reuzen. Lollo wordt gered door Suske, maar het dorp wordt dagenlang door de reuzen omsingeld waardoor een voedseltekort ontstaat. Northon en Muller vinden met hulp van de zwevende steen de meteoor en keren terug om de S.T.M.I te halen. De reuzen hebben ook last van de droogte en Lambik belooft voor regen te zorgen in ruil voor vrede. Suske en Wiske repareren de S.T.M.II en horen van Lollo dat de boeven de meteoor hebben gevonden.
Lambik zorgt met enorme blaasbalgen en vuurkuilen bij een meer voor regen. Thoraks sluit vrede met de dwergen. De vrienden nemen afscheid en gaan met de S.T.M.II op weg naar de meteoor, maar ze worden door de boeven gevangengenomen. De boeven hebben brokstukken van de meteoor in de S.T.M.I geladen en stoppen springstof in de S.T.M.II. Lambik kan het toestel nog onder de meteoor manoeuvreren en als het ontploft vliegt de meteoor weg. De meteoor wordt vernietigd en de vrienden zien dat de S.T.M.I door de ontploffing boven de grond is gekomen. Northon en Muller tonen berouw en gooien de brokstukken uit de S.T.M.I. 
De vrienden willen Lollo mee naar huis nemen, maar dan duikt een andere dinosauriër op die Lollo wil adopteren. Lollo neemt dan maar afscheid. Als de vrienden bij het ondergrondse laboratorium terugkomen blijkt dit vernietigd te zijn. Kapitein Person heeft nog een teken achtergelaten, en de mannen weten wat dat betekent, en willen hem om vergiffenis vragen voor hun daden. Lambik is overtuigd van hun berouw. Muller en Northon gaan weg met de S.T.M.I en de vrienden gaan naar huis.

## Achtergronden bij de uitgaven
- Het verhaal verscheen in Tintin onder de naam Les masques blancs, "De witte maskers". In de oorspronkelijke versie ging het dus over witte maskers in plaats van blauwe.
- Een apparaat dat zich door de aarde heen boort kwam enkele jaren eerder al in een Rode Reeks-verhaal voor: in De knokkersburcht debuteerde de Terranef.
- Het motief van een ondergronds bewaard gebleven voorhistorische wereld komt later terug in De malle mergpijp.
- Het laatste plaatje is zeer afwijkend, want in plaats van Wiske is alleen hun rijdende auto te zien.
- Een onbekend metaal dat zich bevindt in een meteoor die op Aarde dreigt in te slaan is ook een van de verhaalmotieven in het Kuifje-verhaal De geheimzinnige ster uit 1942 van Hergé. Het is echter onduidelijk of Vandersteen hier voor De groene splinter inspiratie uit heeft gehaald.